# محمد بن عبد الرحمن آل إسماعيل
محمد آل إسماعيل  هو محمد بن عبد الرحمن بن حسين بن إسماعيل بن أحمد بن إسماعيل بن إبراهيم بن إسماعيل المزني الحربي المدني. ولد بـ الأحساء، في حي النعاثل، عام 1372 هـ. تربى على يد والديه، واهتم به والده، حيث صرفه عن اللهو منذ الصغر، فلم يله مع الأطفال. أخذ عنه مبادئ العلوم، ورسخ فيه والده احترام العادات والتقاليد الفاضلة، والالتزام بالأعراف، فعوده على لبس البشت المشلح (العباءة)  منذ الطفولة، وألزمه بلبسه أينما ذهب، ومنعه من الخروج من البيت، إلا إذا لبسه، حتى في الدراسة الابتدائية كان يلبسه، وربطه بمجالسيه من أهل الحنكة والتجربة.

## دراسته
أخذ شهادة الليسانس من جامعة الإمام محمد بن سعود الإسلامية   عام 95-96 هـ من كلية الشريعة قبل إحداث التخصصات.
وممن استفاد منهم في شتى التخصصات الشرعية واللسانية فمنهم أو أشهرهم:
1. عبد العزيز بن عبد الله آل الشيخ مفتى عام المملكة سلمه الله في كلية الشريعة حين كان طالبا.
2. صالح بن فوزان الفوزان عضو هيئة كبار العلماء سلمه الله في كلية الشريعة حين كان طالبا.
3. استفاد من الشيخ سليمان بن عبد الله الحماد المحقق القضائي بوزارة العدل سابقا؛ فهذا العالم مع تواضعه الجم وعدم حبه الظهور متمكن من الحديث وعلومه، ومن العلوم اللسانية؛ من نحو ولغة وصرف وبيان وتاريخ وأدب، حاضر البديهة، إذا تحدث في مسألة فإن المعاني تتداعى عليه فيشبع المسألة بما قاله المحدثون وأهل الجرح والتعديل وما قاله اللغويون، ويستحضر الشعر المتعلق بالشواهد اللغوية والنحوية، مع استحضار تام لما في كتب الأدب ومحاوراتهم كـ ((الأمالي)) لأبي علي القالي و((البيان والتبين)) و((الحيوان)) وأدب الكاتب، ويكره العجلة في الحكم على الناس، ويحب الإنصاف في الردود، بل يكره التحامل في النقد والردود، ولهذا فهو يكثر من قوله لخادم أهل العلم ((لا تسرف))
4. استفاد من إسماعيل بن محمد الأنصاري، فإذا صح أن نطلق في الشرع الجندي المجهول فهو الجندي المجهول بحق؛ ولا أظن أن فضلاء العلماء الذين استفادوا من علمه وبحثه حين لم يكن باحثون؛ أنهم ينسون جهوده أو يتجاهلون ورعه وزهده، فإذا كنا ننسى المتواضع والزاهد والورع، ولا نحترم إلا الذي ينازع ويزاحم ويطالب بحق غيره؛ فقل: على الدنيا السلام!!

وهذا الرجل هو الذي علمنا كيف نبحث؛ فهذا الرجل فتح صدره وبيته للباحثين؛ مع تمكنه في العلوم فقد برز في الحديث ورجاله. وقد أجازه بكل مؤلفاته وبكل مروياته.
1. عبد الله بن عمر بن دهيش، رئيس محكمة مكة الكبرى سابقا، وهذا له اختصاص بفقه الحنابلة ومعرفة بكتبهم، معرفة ليس لها نظير فيها وفي الفرائض والمناسخات هو المرجع في وقته فكم من مسألة درستها في الكلية على أنها هي المذهب فإذا ذهبت إليه أملى علي من حفظه تصحيح المسألة ثم يحيلني إلى الكتب، ويقول هذا هو المذهب لاكما ذكر لكم الأستاذ فلان؛فالفضل يعود إلى الله ثم إليه، حيث غرس فيّ الحرص على معرفة كتب المذهب، ومايتميز به كتاب عن كتاب، حتى ألفت في ذلك كتاب ((اللآلئ البهية في كيفية الاستفادة من الكتب الحنبلية))*وقد طبع لدى الناشر مكتبة المعارف بالرياض

- (وقد شرح الكتاب الشيخ بكر أبو زيد بكتابه المدخل المفصل إلى مذهب الإمام أحمد بن حنبل الجزء الثاني وذكر هذا في صفحة 611 وهذا تواضع منه سلمه الله وشفاه)، ومرة قلت له بأننا درسنا أن الجدة أم الأب لاترث مع وجود ابنها، وأن ذلك مذهب أحمد؛فما كان منه إلا أن غضب ثم أنشأ يقول:

والجدة أم الأب عندنا ترث وإبنها حي به لا تكترث
فقلت:ياشيخ! من قال هذا البيت؟ فإذا به يأتيني بكتاب ((منح الشفا الشافيات في شرح المفردات)) وإذا البيت من أبيات ((المفردات))وبعدها لم يهدأ لي بال حتى حصلت على نسخة من الكتاب، من الطبعة الأولى، التي طبعت على نفقة الشيخ عبد الرحمن بن حسن القصيبي بثمن باهظ؛لأنها كانت مفقودة وذلك قبل أن يصورها فهد بن سعيد صاحب المؤسسة السعيدية، وقبل أن يحققها الدكتور عبد الله المطلق.
1. عبد الله بن إبراهيم الفنتوخ، حين كان مديرا للمعهد العلمي بالأحساء ثم عميدا لكلية الشريعة في الرياض وهو صاحب ثقافة واسعة، استفدت منه خاصة في تقويم اللسان والخطابة الارتجالية، مع التقيد بحركات الإعراب، بل أنشأ في المعهد آنذاك جمعية التخاطب باللغة الفصحى.
2. عبد العزيز بن عبد الله بن باز؛ فقد لازمته فترة حين عملت في رئاسة البحوث العلمية، الشيخ غني عن التعريف. وقد كنت أحضر بحوثه وأجوبته الفقهية وكذلك أجوبة نور على الدرب ثماني سنوات متواصلات.
3. عبد الله بن حميد، استفدت منه حين كان يتولى الإشراف على الحرمين الشريفين والذي ربطني به هو الشيخ عبد الله بن عمر بن دهيش غفر الله لهم. وقد أهداني كتاب كشاف القناع، والمحرر وغاية الأماني. وقد حبب إليَّ كتب المذهب.

## وظائفه
1- محرر وباحث بمجلة البحوث الإسلامية حين كانت تحت إشراف الأستاذ الجليل والمربي القدير عثمان بن ناصر الصالح، وقد استفاد من خبرته وتجاربه واستفاد كثيرا من توجيهاته ولعل الأستاذ عثمان هو الذي شجعني على الكتابة والتأليف وعبارته لا تزال تدوي في أذني: ((إذا لم تثق بنفسك ؛فلن يثق الناس بك)).وشارك في الإشراف على مجلة التوعية الإسلامية 1398,97 هـ.
2- مدير مكتب شؤون الفتاوى بدار الإفتاء، وعمل باحث داخلي بالبحوث العلمية بالأمانة العامة لـ هيئة كبار العلماء، إضافة إلى ملازمته للشيخ عبد العزيز بن باز ، حيث يكلفه بالبحث وتحضير المسائل. ويعد الإجابات للجنة الدائمة لـ نور على الدرب (برنامج)
3- مدير المكتبة السعودية التابعة لدار الإفتاء آنذاك.
4- مراقب مطبوعات.
5- مراقب مطبوعات بوزارة الإعلام.
6- داعية بمركز الدعوة والإرشاد بالأحساء.
7- مدير مركز الدعوة والإرشاد بالأحساء.
8- مدير عام فرع وزارة الشؤون الإسلامية والأوقاف والدعوة والإرشاد بالمنطقة الشرقية ولكنه بقي في فرع الأحساء.

## بعض مؤلفاته
- حاشية كتاب آداب المشي إلى الصلاة لشيخ الإسلام محمد بن عبد الوهاب، الناشر مكتبة الرشد بالرياض.
- حاشية مختصر أبي القاسم الخرقي، الناشر: مكتبة المعارف.
- اللآلئ البهية في كيفية الاستفادة من الكتب الحنبلية*. الناشر:مكتبة المعارف بالرياض.
- إنجاز الوعد بذكر الإضافات والاستدراكات على من كتب عن علماء نجد، الناشر:مكتبة المعارف.
- فتاوى ومسائل الشيخ سليمان بن علي بن مشرف مفتي نجد جد إمام الدعوة جمع وترتيب، الناشر:مكتبة المعارف بالرياض.
- تحقيق وتعليق على مسائل أبي بكر غلام الخلال، الناشر:مكتبة المعارف.
- الشيخ محمد بن إبراهيم آل الشيخ وأثر مدرسته في النهضة العلمية والأدبية في البلاد السعودية، الناشر:ابن الشيخ محمد بن إبراهيم الشيخ عبد العزيز. والطبعة الثانية دار البشائر ببيروت.
- تحقيق إجابة السائل على أهم المسائل في العقيدة تأليف الشيخ عيسى بن عبد الله العكاس المالكي الأحسائي.
- تحقيق نظم الجواهر في النواهي والأوامر للشيخ محمد بن سيف بن حمد العتيقي الناشر دار البشائر ببيروت
- تحقيق كتاب فائق الكسا في جواب عالم الحسا للإمام الشوكاني الناشر: دار عمار بالأردن
- حاشية النهج الرشيد على القول السديد، الناشر:مكتبة الرشد بالرياض

## المخطوطات
- النقول الصريحة في شرح حديث الدين النصيحة.
- درر المعاني في تفسير السبع المثاني.
- حفز الهمة إلى معرفة مناقب الأربعة الأئمة مع ذكر الأصول التي قامت عليها مذاهبهم.
- شرح رسالة ابن تيمية إلى أهل الأحساء.
- تعليق وتحقيق كتاب الطب للإمام ابن مفلح.
- المستدرك في الأنساب (وهو بحاجة إلى مراجعة).
- مختصر كتاب جامع العلم وفضله (ولم يكمل حيث طبع اختصار الإمام الزرقاني فتوقفت عن إكماله اكتفاء بالزرقاني المالكي).
- الأجوبة الفقهية الميسرة)بحاجة إلى مراجعة وترتيب.